# Rastislavice
Rastislavice es un municipio del distrito de Nové Zámky en la región de Nitra, Eslovaquia, con una población estimada a final del año 2024 de 958 habitantes.
Se encuentra ubicado al sur de la región, cerca de los ríos Nitra y Hron (cuenca hidrográfica del Danubio) y de la frontera con Hungría.

## Demografía
| Año        | 1994 | 2004    | 2014    | 2024    |
| ---------- | ---- | ------- | ------- | ------- |
| Población  | 913  | 923     | 900     | 958     |
| Diferencia |      | +1,09 % | −2,49 % | +6,44 % |

| Año        | 2023 | 2024    |
| ---------- | ---- | ------- |
| Población  | 953  | 958     |
| Diferencia |      | +0,52 % |